# Moschea dei Caramanli
La moschea dei Caramanli è un'importante moschea di Tripoli, in Libia, sita nella città vecchia. Prende il nome da Ahmed el-Caramanli, esponente dell'omonima dinastia che ne avviò la costruzione nel 1736.

## Caratteristiche
La moschea dei Caramanli è la più vasta dell'intera città, ed è inserita in un complesso più ampio che comprende una madrasa e un'area per le sepolture di membri della dinastia Caramanli.
L'esterno è preceduto da un portico in stile moresco, riccamente decorato e sovrastato da un minareto, che racchiude un cortile interno che circonda la moschea propriamente detta.
Questa è una moschea hanefita, con accessi su tre lati. Ha pianta quadrata di 20 metri di lato, spartita all'interno da 16 colonne disposte su quattro lati, che sostengono complessivamente 25 cupolette.